# Либерти (Јута)
Либерти (енгл. Liberty) насељено је место без административног статуса у америчкој савезној држави Јута.

## Демографија
По попису из 2010. године број становника је 1.257.
| Група             | 2000.    | 2010.         |
| Белци             | 0 (0,0%) | 1.195 (95,1%) |
| Афроамериканци    | 0 (0,0%) | 0 (0,0%)      |
| Азијати           | 0 (0,0%) | 12 (1,0%)     |
| Хиспаноамериканци | 0 (0,0%) | 32 (2,5%)     |
| Укупно            | 0        | 1.257         |